# Ambasciata d'Italia a Harare
L'ambasciata d'Italia a Harare è la missione diplomatica della Repubblica Italiana nella Repubblica dello Zimbabwe.
Ha sede a Harare al numero 7 di Bartholomew Close, nel sobborgo di Greendale.

## Altre sedi diplomatiche d'Italia in Zimbabwe
L'Italia possiede anche un ufficio del corrispondente consolare a Bulawayo.